# São Pedro dos Ferros
São Pedro dos Ferros là một đô thị thuộc bang Minas Gerais, Brasil. Đô thị này có diện tích 400,669 km², dân số năm 2007 là 8880 người, mật độ 22,16 người/km².